# 絲鰭頸鬚䲁
絲鰭頸鬚鳚（學名：Cirripectes filamentosus），又名絲背穗肩鳚、狗鰷，为條鰭魚綱䲁形目鳚科繐肩鳚屬下的一个种。該物種主要分佈於印度洋和西太平洋海域，包括紅海、東非、馬達加斯加經波斯灣、安達曼海至澳洲、索羅門群島，北至臺灣海域，深度0至20公尺，本魚體長橢圓形，稍側扁，頭鈍短，鼻鬚及眼上鬚為羽狀分支，下唇內側光滑，外側有褶皺，上唇小圓齒26-50顆，頭部感覺孔系統簡單，背鰭硬棘11-13枚、背鰭軟條13-16枚、臀鰭硬棘2枚、臀鰭軟條14-17枚，全身棕色，臉頰和吻部有紅色斑點，但身體上沒有；虹膜內圈黃色，外圈紅色；眼睛下方有黃褐色的條紋；胸鰭淡黃色；尾鰭近端的一半棕色, 遠端的一半有黃色的上鰭條與紅色的下鰭條，體長可達7.5公分，棲息在水淺的珊瑚礁及岩礁，以藻類、碎屑和小型無脊椎動物為食，雌魚產附著卵，雄魚會守護卵，可作為觀賞魚。